# Орсоя
Орсо́я (болг. Орсоя) — село в Монтанській області Болгарії. Входить до складу общини Лом.

## Населення
За даними перепису населення 2011 року у селі проживали 115 осіб, з них 111 осіб (96,5%) — болгари.
Розподіл населення за віком у 2011 році:
Динаміка населення: